# Bão ngầm
Bão ngầm là một bộ phim truyền hình thuộc loạt phim Cảnh sát hình sự được thực hiện bởi Hãng phim Phương Sáng do Đinh Thái Thụy làm đạo diễn. Phim được chuyển thể từ tiểu thuyết cùng tên của nhà văn, Trung tá Đào Trung Hiếu. Phim phát sóng vào lúc 21h00 từ thứ 2 đến thứ 6 hàng tuần bắt đầu từ ngày 21 tháng 2 năm 2022 và kết thúc vào ngày 7 tháng 6 năm 2022 trên kênh VTV1.

## Nội dung
Bão ngầm kể về hành trình điều tra của Đại úy Đào Hải Triều (Hà Việt Dũng) lấy mật danh là Hùng "nhọ" cùng với các trinh sát tình báo trong việc điều tra phá án đường dây ma túy xuyên quốc gia tỉnh Hưng Hòa. Bắt đầu từ việc bắt giữ vụ vận chuyển ma túy lớn trên đèo Mũi Ngựa, những sự thật về các tổ chức tội phạm xuyên quốc gia đã dần được bóc dỡ, vạch trần bộ mặt thật của tên trùm mafia ẩn trong một tập đoàn kinh tế lớn...

## Diễn viên
- Hà Việt Dũng trong vai Đại úy, Thiếu tá Đào Hải Triều (Hùng "nhọ", Tuấn)[11]
- Cao Thái Hà trong vai Thiếu úy Vũ Hạ Lam (Thủy)[12]
- Nguyễn Hải trong vai Thượng tá Trần Như Tuất[13]
- Trần Nhượng trong vai Thiếu tướng Nguyễn Văn Hoạch[14]
- Tạ Minh Thảo trong vai Quách Đại Đức[15]
- Nguyễn Trọng Hải trong vai Đại tá, Thiếu tướng Trần Trọng Hà
- Hoàng Nhân trong vai Thào A Chư
- Hoàng Thanh Du trong vai Đại tá Mai Đức Nhẫn
- Trương Hoàng trong vai Trung úy Phan Tuấn Trình
- Mạnh Hùng trong vai Thiếu uý Tống Ngọc Long (Long "đầu đinh")
- Công Dũng trong vai Đại úy Lê Mậu Lâm
- Hà Hương trong vai Xuân "mẫu hậu"[16]
- Xuân Hiệp trong vai Thiếu tá Chu Việt Thắng
- Lê Quang Hòa trong vai Toàn "khỉ đốm" (Phí Hải Toàn)/Phí Hải Toán
- Kim Phượng trong vai Trợ lý Trương Tuấn Tú (Ong Chúa)
- Lý Anh Tuấn trong vai Lưu Tuấn Sơn (Sơn "bạch tuộc")
- Đinh Y Nhung trong vai Hồng Liên
- Lê Bê La trong vai Mẩy
- Thạch Kim Long trong vai Thầy Lang Páo
- Thanh Bi trong vai Thiếu úy Đường Hải Yến
- Lê Hải trong vai Bác sĩ Quách Tuấn Hùng
- Xuân Khôi trong vai Tuân "sứt"
- Nguyễn Thị Loan trong vai Ngọc Lan (Lan "thỏ")
- Hoàng Hải Thu trong vai Mỹ Hà
- Trần Anh Thư trong vai Hằng
- Phạm Trung trong vai Trung uý Tường
- Bình Xuyên trong vai Trung tướng Nguyễn Xuân Luận
- An Ninh trong vai Thượng tá Đỗ Mạnh Trung
- Châu Thế Tâm trong vai Huy "art"
- Phan Đức Toàn trong vai Tăng "leng keng"
- Đặng Tam Thuận trong vai Thượng tá bộ đội biên phòng Tuân

Cùng một số diễn viên khác...

## Nhạc phim
Bài hát chủ đề của phim là ca khúc "Độc hành" do Phan Huyền Thư viết lời, Huy Tuấn viết nhạc và Tùng Dương thể hiện. MV bài hát do Huy Tuấn làm đạo diễn đã được thực hiện sau đó, dự kiến phát hành vào đúng ngày phim phát sóng nhưng vì ảnh hưởng từ đại dịch COVID-19 nên phải dời lịch xuống ngày 12 tháng 3 cùng năm. Ca khúc mang âm hưởng rock, "đo ni đóng giày" với chất giọng của Tùng Dương.
- Đi qua thương nhớ

Sáng tác: Nguyễn Minh Cường
Thể hiện: Hà Nhi
- Ngông cuồng

Sáng tác & Thể hiện: Đạt G
- Độc hành

Sáng tác: Nhạc sĩ Huy Tuấn
Lời: Phan Huyền Thư
Thể hiện: Tùng Dương

## Sản xuất

### Phát triển
Bộ phim được chuyển thể từ tiểu thuyết cùng tên năm 2015 của nhà văn, Trung tá Đào Trung Hiếu. Tác phẩm đã giành giải A tại cuộc thi sáng tác "Vì an ninh Tổ quốc và bình yên" do Bộ Công an và Hội Nhà văn Việt Nam tổ chức giai đoạn 2012 – 2015. Nguyễn Hải bày tỏ sự yêu thích với tiểu thuyết và đề nghị chuyển thể thành kịch sân khấu, tuy nhiên điều này gặp phải khó khăn do vấn đề đạo cụ và bối cảnh. Nhận được ủng hộ từ đồng nghiệp với ý tưởng phát triển tác phẩm thành kịch bản, ông Hiếu đã dành gần 2 năm để viết 2250 trang kịch bản và gửi cho Hãng phim Phương Sáng, dù đối với tiểu thuyết thời gian để hoàn thành chỉ trong vòng 1 tháng. Ông cũng đặc biệt nhấn mạnh điểm khác biệt của kịch bản so với các bộ phim hình sự trước đó khi bản thân là người sống và làm việc trong ngành. Giá trị nội dung và nghệ thuật của kịch bản phim đã được Hội đồng thẩm định phim truyền hình – Đài Truyền hình Việt Nam đánh giá là hay và "được trình bày trong một câu chuyện rất tường tận, phong phú và tỉ mỉ".
Sau khi đọc tiểu thuyết, ông Trịnh Minh Phúc đã quyết định đầu tư vào bộ phim vì muốn "gửi đến người dân, người xem một bộ phim hay, một bộ phim để đời" và không quan tâm đến lợi nhuận. Phim đã được Hãng phim Phương Sáng đưa vào sản xuất từ năm 2019, do Công ty Hoàng Trà My của ông Phúc đầu tư. Đinh Thái Thụy được chọn làm đạo diễn cho bộ phim. Ông cho biết bản thân rất thích thú khi đọc kịch bản và rằng "Với một kịch bản tốt được người chiến sĩ trinh sát viết lên [...] đây là một lợi thế với tôi". Ngoài vai trò là biên kịch phim, Đào Trung Hiếu cũng đảm nhận vai trò phó đạo diễn của dự án. Trong một bài phỏng vấn, ông đã tiết lộ rằng số tiền được đầu tư vào bộ phim là "rất lớn" và được sản xuất ở quy mô phim chiếu rạp, sử dụng hệ thống thiết bị quay phim 4K. Chịu trách nhiệm chỉ đạo nội dung cho phim là Thượng tướng Nguyễn Văn Thành, nguyên Thứ trưởng Bộ Công an và chỉ đạo võ thuật là Cao Bá Nhất.

### Tuyển vai
Đoàn làm phim đã có buổi ra mắt vào ngày 14 tháng 6 năm 2019. Bộ phim quy tụ dàn diễn viên nổi tiếng bao gồm Nguyễn Hải, Trần Nhượng, Minh Châu... Hai vai chính của phim do Hà Việt Dũng và Cao Thái Hà đảm nhận, sau lần hợp tác trước đó trong Đồng tiền quỷ ám. Để thực hiện những pha hành động của bộ phim, hai diễn viên chính đã phải cùng nhau dành thời gian tập môn võ Nhất Nam "đặc trưng trong phim". Việt Dũng trong một cuộc phỏng vấn nói rằng anh yêu thích kịch bản và cho biết đã từ chối lời mời của hai dự án phim khác để tập trung vào vai diễn. Ông Hiếu thì "rất ưng ý" khi chọn Hà Việt Dũng vào vai chính cho bộ phim vì anh vốn "xuất thân hàn vi, từng lăn lộn, bươn chải với cuộc sống". Bão ngầm cũng đánh dấu sự trở lại của nữ diễn viên Kim Phượng sau vai diễn trước đó trong Những đứa con biệt động Sài Gòn. Đây còn là bộ phim đầu tiên có sự góp mặt của á hậu Nguyễn Thị Loan.

### Quay phim
Quá trình quay phim chính bắt đầu từ ngày 16 tháng 6 năm 2019 và diễn ra trong vòng 1 năm. Sau khi hoàn thành xong khâu tiền kỳ, khâu hậu kỳ phim tiếp tục trong bốn tháng và hoàn thành sau đó vào tháng 12 năm 2021. Bối cảnh của phim được thực hiện tại 10 tỉnh khác nhau trên cả nước, trong đó khoảng 70% nội dung phim quay tại Yên Bái. Đoàn phim đã có một buổi làm việc với Ủy ban nhân dân tỉnh Yên Bái để được hỗ trợ thực hiện các cảnh quay trong phim; phó chủ tịch Ủy ban nhân dân, người chủ trì buổi làm việc, ông Dương Văn Tiến nhận định đây là "dịp để quảng bá hình ảnh [...] của tỉnh".

## Phát sóng
Bộ phim đã tổ chức một buổi ra mắt vào ngày 14 tháng 1 năm 2022 tại Hà Nội. Phim phát sóng nhân kỷ niệm 60 năm Ngày truyền thống Lực lượng Cảnh sát Nhân dân, với tổng số tập là 75. Bão ngầm chiếu trong "khung giờ vàng" trên kênh VTV1 từ ngày 21 tháng 2 năm 2022. Đây là bộ phim thứ hai được sản xuất bởi tư nhân (không phải do VFC sản xuất) sau Cuồng phong thuộc loạt phim Cảnh sát hình sự phát trên VTV, được kỳ vọng là "bom tấn" thuộc dòng phim này.
Tuy số tập ban đầu dự kiến là 75 tập, bộ phim đã bất ngờ phát sóng tập cuối cùng vào ngày 7 tháng 6 năm 2022 ở tập 72, được cho là vì vấn đề kiểm duyệt khiến bộ phim phải cắt bỏ gần 600 phút nội dung phim so với bản dựng ban đầu được gửi duyệt. Trong đó, có những nội dung như "tội phạm, những tiêu cực nội bộ, chuyện tình cảm tay ba và một phần đời sống hậu phương" bị loại bỏ, chỉ tập trung vào việc "phá án ma túy".

## Đón nhận
Ngay từ khi đi vào giai đoạn sản xuất, Bão ngầm đã thu hút được sự chú ý đặc biệt từ công chúng và giới truyền thông. Nhận xét về bộ phim, hội đồng thẩm định của VTV đánh giá đây là một tác phẩm "hiện đại, lôi cuốn, [...] bối cảnh phim đẹp, [...] được chăm chút cẩn thận. Truyện phim hấp dẫn, li kì, tạo nên sức hấp dẫn của hiện thực và bức tranh xã hội rộng lớn với nhiều lớp lang phong phú từ thấp đến cao", đồng thời dự đoán phim sẽ "có nhiều khả năng thu hút khán giả". Trần Nhượng nhận định rằng ảnh hưởng của dịch bệnh hạn chế người dân đi lại cũng sẽ là yếu tố giúp bộ phim có nhiều người theo dõi hơn.
Trong những tập đầu phát sóng, Bão ngầm đã nhanh chóng thu hút nhiều người xem và nhận được những phản hồi tích cực từ khán giả, được cho là vì sự chân thực trong nội dung, diễn biến tình tiết nhanh, những đại cảnh và phân cảnh hành động quyết liệt cùng diễn xuất của dàn diễn viên gạo cội. Diễn xuất của Hà Việt Dũng cũng nhận về nhiều khen ngợi và được coi là vai diễn "lột xác" của anh. Bộ phim ghi nhận có lượng người xem cao nhất cả nước, với chỉ số người xem đạt 4.6 và liên tục giữ tỉ suất sau đó ở mức 5.3 trong nhiều tháng liên tiếp. Một bài viết trên báo Sức khỏe và Đời sống đã đưa ra những lý do giải thích việc bộ phim gây "sốt" đối với khán giả, bao gồm "âm nhạc bắt tai" và "khắc họa hình ảnh người chiến sĩ công an [...] trong cuộc chiến chống ma túy và tội phạm". Báo Tuổi Trẻ thì đánh giá phim đặc biệt "khắc họa thế giới tội phạm đặc sắc với đa dạng những "kẻ thủ ác" [...] Mỗi nhân vật lại có những nét riêng, móc nối vào nhau tạo thành những đường dây tội ác quy mô lớn".
Dù vậy, Bão ngầm cũng gây ra ý kiến trái chiều khi bị cho là có nhiều cảnh bạo lực, máu me và cảnh nóng, không phù hợp với một bộ phim phát sóng vào khung giờ nhiều người xem, trong đó có cả trẻ em. Biên kịch kiêm phó đạo diễn của bộ phim, ông Đào Trung Hiếu, cho biết phim đã cố gắng tiết chế nhất có thể những cảnh bạo lực và còn "thuộc quyền quyết định của đạo diễn". Việc lồng tiếng cho các nhân vật trong bộ phim cũng vướng phải tranh cãi khi vai diễn của Cao Thái Hà bị cho là lồng tiếng không khớp với khẩu hình; điều này sau đó được phía đạo diễn và biên kịch giải thích với lý do nữ diễn viên là người miền Tây trong khi xuất thân của nhân vật lại là người miền Bắc nên đã phải lồng tiếng cho nhân vật để phù hợp với tình tiết phim.
Sau khi phát sóng được nửa số tập của bộ phim, Bão ngầm đã gây nên nhiều tranh cãi khác nhau về kịch bản và diễn xuất của diễn viên. Nhiều người xem nhận xét kịch bản phim "thiếu logic" và cách xây dựng các tuyến nhân vật chính diện, phản diện là "cũ kỹ" và thiếu thuyết phục. Vai diễn Lam trong phim đã tạo ra nhiều ý kiến trái chiều về lối xây dựng tâm lý nhân vật khi có tính cách "lập lờ", không giống với tác phong của một trinh sát đặc nhiệm. Diễn xuất diễn viên Thanh Bi cũng bị cho là hạn chế cả về đài từ, biểu cảm gương mặt lẫn ánh mắt, khiến cho ấn tượng của khán giả về nhân vật bị "phản ứng ngược". Đáp lại những ý kiến trên, biên kịch Đào Trung Hiếu trong một bài phỏng vấn cho báo VietNamNet đã nói "hãy khen chê thuyết phục, có văn hoá" và cho rằng việc bộ phim có nhiều ý kiến góp ý chứng tỏ tác phẩm thực sự được quan tâm bởi đông đảo người xem truyền hình cả nước. Cũng trong một bài viết khác của trang báo, theo đó tổng hợp lại bình luận những khán giả xem phim, nhiều người đã cho rằng việc các nhân vật lãnh đạo công an cấp cao xưng hô "mày – tao" trong phim là không đúng với thực tế và hiếm thấy ngoài đời. Họ cũng cùng chung quan điểm rằng phim còn nhiều sự vô lý, lê thê và tình tiết dàn trải, chứng tỏ biên kịch và đạo diễn "non tay, chưa tới", ngoài ra góp ý với đoàn phim, trong đó có ông Đào Trung Hiếu, cần tiếp thu và lắng nghe những khuyết điểm về bộ phim thay vì đổ lỗi cho khán giả "trình độ thấp".

## Thay đổi lịch phát sóng
Trong hai ngày 12 và 13 tháng 5 năm 2022, bộ phim đã bị hoãn phát sóng do trùng với Lễ khai mạc SEA Games 31 và chương trình truyền hình trực tiếp Lễ hội hoa phượng đỏ – Hải Phòng 2022. Tập 57 của phim sẽ được phát sóng trở lại vào ngày 16 tháng 5 cùng năm.

## Giải thưởng
| Năm  | Giải thưởng    | Hạng mục                                | (Người) đề cử  | Kết quả   | Tham khảo            |
| ---- | -------------- | --------------------------------------- | -------------- | --------- | -------------------- |
| 2021 | Giải Cánh diều | Phim truyện truyền hình                 | —              | Bằng khen | [ 66 ] [ 67 ] [ 68 ] |
| 2022 | Ngôi Sao Xanh  | Phim truyền hình được yêu thích nhất    | —              | Đoạt giải | [ 69 ]               |
| 2022 | Ngôi Sao Xanh  | Đạo diễn xuất sắc nhất                  | Đinh Thái Thụy | Đoạt giải | [ 69 ]               |
| 2022 | Ngôi Sao Xanh  | Nữ diễn viên truyền hình xuất sắc nhất  | Kim Phượng     | Đoạt giải | [ 69 ]               |
| 2022 | Ngôi Sao Xanh  | Nam diễn viên truyền hình xuất sắc nhất | Tạ Minh Thảo   | Đề cử     | [ 70 ]               |
| 2022 | Ngôi Sao Xanh  | Nam diễn viên truyền hình xuất sắc nhất | Hà Việt Dũng   | Đề cử     | [ 70 ]               |
| 2022 | Giải Mai Vàng  | Nam diễn viên truyền hình               | Hà Việt Dũng   | Đề cử     | [ 71 ]               |
| 2022 | Giải Mai Vàng  | Nữ diễn viên truyền hình                | Cao Thái Hà    | Đề cử     | [ 71 ]               |
| 2022 | Giải Mai Vàng  | Phim truyền hình                        | —              | Đề cử     | [ 71 ]               |